# 本郷理華
本郷 理華（ほんごう りか、英語: Rika Hongo, 1996年9月6日 - ）は、日本の女性フィギュアスケート選手（女子シングル）。研音グループに所属。
2014年GPロステレコム杯優勝、2014年全日本選手権2位、2015年・2016年四大陸選手権連続3位、2015年世界選手権6位、2014年GPファイナル6位、2013全日本ジュニア選手権優勝ほか。

## 人物
宮城県仙台市出身で、名古屋市立中川小学校、名古屋市立港明中学校、愛知みずほ大学瑞穂高等学校を経て、中京大学スポーツ科学部競技スポーツ科学科を卒業した。
父はイギリス人で、母の本郷裕子はフィギュアスケートのコーチを務める。荒川静香を憧憬している。
2021年6月16日、現役引退を表明。

## 経歴

### 幼少期
2001年からスケートを始めた。荒川静香らがホームリンクとしていた「コナミスポーツクラブ泉・スケートリンク」を練習拠点としていたが、2004年12月25日に同リンクが閉鎖されると、仙台市の勝山スケーティングクラブなどで練習を続けた。
仙台市立岩切小学校3年時の2005-06シーズンは5つの大会で優勝した。2006年3月27日に仙台市で開催された荒川静香のトリノ五輪フィギュアスケート女子シングル金メダル凱旋パレードで、オープンカーに荒川と同乗した。4月5日に愛知県名古屋市のリンクに転勤する長久保裕コーチを慕い、中村愛音らジュニア世代の有望選手と共に、9歳、3級で、名古屋へ移住した。

### ジュニア時代
名古屋市立港明中学校2年時の2010-11シーズンは、全日本ジュニア選手権に出場して19位となる。2012-13シーズンからISUジュニアグランプリシリーズに参戦してJGPクールシュヴェルで2位になり、同年の全日本ジュニア選手権は宮原知子、加藤利緒菜に続いて3位で、前年より順位を伸ばした。全日本選手権は初出場で5位となり、新人賞を受賞した。初出場した2013年世界ジュニア選手権は9位であった。
愛知みずほ大学瑞穂高等学校2年時の2013-14シーズンは、JGPミンスクで3位に入賞し、全日本ジュニア選手権で初優勝した。全日本選手権で6位に入賞し、2年連続で出場した世界ジュニア選手権は8位に入賞し、シニア国際大会のトリグラフトロフィーに初めて出場して優勝した。

### シニア以降

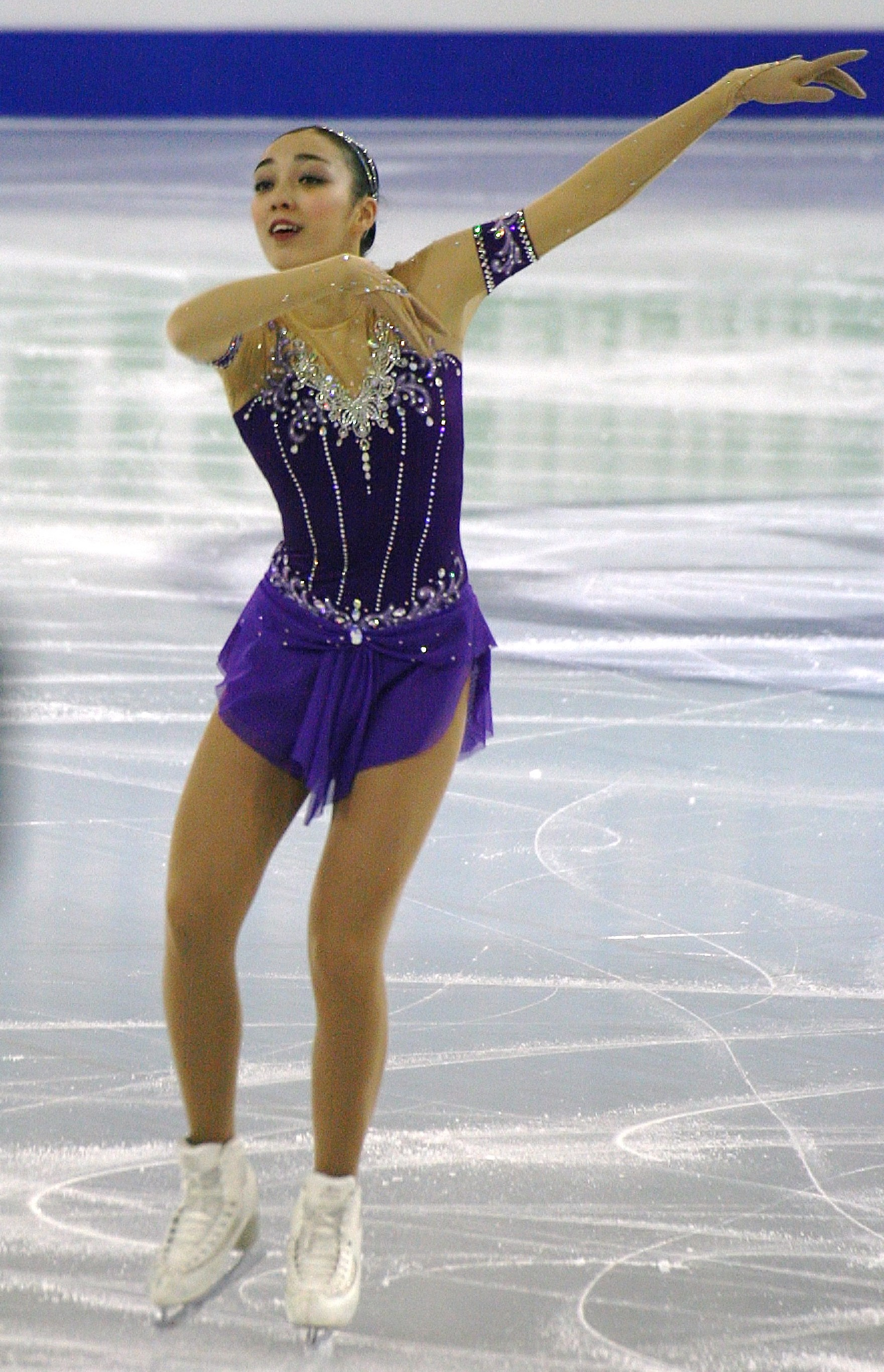
2014年GPファイナルの演技

GPファイナル初出場・全日本選手権2位・世界選手権初出場6位
瑞穂高3年時の2014-15シーズンは、初戦のアジアフィギュア杯を優勝してCSフィンランディア杯で3位に入賞し、グランプリシリーズに参戦してスケートカナダで5位、ロステレコム杯で初優勝した。NHK杯終了時点はGPファイナル出場を逃して補欠1番手だったが、NHK杯優勝のアメリカ代表のグレイシー・ゴールドが左足疲労骨折の負傷で出場を辞退したため、本郷が繰り上げでグランプリファイナル出場権を得て、6位であった。全日本選手権はSPは首位だがFSで順位を落とし、優勝の宮原知子に次ぎ総合2位で銀メダルを初めて得た。初出場したシニアのISUチャンピオンシップス四大陸選手権は3位で、世界選手権は自己ベストを更新して6位に入賞した。2015年4月に中京大学スポーツ科学部競技スポーツ科学科へ入学した。
四大陸選手権2年連続3位・世界選手権8位
中京大学1年時の2015-16シーズンは、初戦のCSフィンランディア杯で自己ベストを更新して優勝し、中国杯で自己ベストをさらに更新して銀メダルを得て、続くロステレコム杯は5位、全日本選手権は4位となるが、2位の樋口新葉がシニアの年齢規定を満たしていないため四大陸選手権と世界選手権の代表に内定し、四大陸選手権は2年連続で総合3位、世界選手権はSPで自己ベストを更新して7位、総合も自己ベストを更新して8位となる。
札幌冬季アジア競技大会4位・世界選手権16位
中京大学2年時の2016-17シーズンは、骨挫傷による調整不足などが影響して、ジャンプを度々失敗して低迷する。スケートカナダは6位、中国杯は5位に終わる。また全日本選手権はSPで2位、FSは前半のミスを取り戻すべく後半でリカバリーを見せるなど健闘するも6位で総合5位に留まる。2017年2月の札幌冬季アジア競技大会は、宮原知子が疲労骨折により欠場、補欠繰り上げの坂本花織もインフルエンザにより出場辞退し、日本代表は本郷一人のみ出場だったが、SPは2位発進もFSでことごとく着氷ミスを犯し総合4位でメダル獲得はならなかった。その他にもエース・宮原の故障が回復しない為、四大陸選手権と世界選手権へ共に代役として急遽繰り上げ出場するが、四大陸選手権は総合10位と3年連続の表彰台を逃した。世界選手権も総合16位と振るわず、翌2018年平昌オリンピックの日本女子シングルは3枠から2枠に減少した。
平昌オリンピック出場ならず
2017-2018シーズン、初戦となったISUチャレンジャーシリーズのオンドレイネペラトロフィーで2位。ISUグランプリシリーズのスケートカナダでは、SP・FSともに大きなミスもなかったが、回転不足などにより6位。2戦目のNHK杯ではSPで大きなミスなくまとめ4位と好スタートを切ったが、FSでは転倒などもあり7位、総合7位となった。6年連続の出場となった全日本選手権では、SPでは渾身の演技を見せ参考記録ながら初の70点越えで3位と好位置につけるものの、FSでは転倒が相次ぎ8位。総合で6位となり、悲願のオリンピック日本代表選出・出場とはならなかった。1月の国体では非公認ではあるが自身初の200点越えを果たし優勝。「うれしい。もっといい演技を試合で出せるようにしたい」と更なる飛躍を誓った。2月のオランダで開催されるチャレンジカップには優勝の樋口に次ぐ2位に入った。
名古屋からカナダへ拠点移転
2018-19シーズン途中の2018年10月から、拠点を名古屋からカナダへと移転する。初戦のCSフィンランディア杯は16位。ISUGPシリーズで唯一登場のスケートヘルシンキではSP11位・FS7位の総合10位。7年連続7回目の出場となった全日本選手権ではジャンプのミスが続いて、SP17位・FP16位の総合17位と自己ワーストに終わった。
2019-20シーズンは休養
2019年8月28日、「リカーズ・ファンクラブ」のブログより「（2019-20シーズンは）コーチ・関係者と話し合った結果、休養することに決めました」とコメント、全試合の欠場を表明した。
2020-21シーズン
9月の中部選手権から競技復帰。西日本選手権大会を経て、もう一度出たいと思った全日本選手権大会出場を決めた。
2021年6月16日、現役引退を表明。2022年1月4日、日本ガイシスポーツプラザで行われたアイスショー「名古屋フィギュアスケートフェスティバル」で「リバーダンス」を披露、引退セレモニーを終えた。

## 技術・演技
アクセルを除く5種類のトリプルジャンプを跳ぶことができる。コンビネーションは、3回転トゥーループ-3回転トゥーループ、2回転半アクセル-3回転トゥーループを成功させたほか、2013-14シーズンより3回転フリップ-3回転トゥーループ、2回転半アクセル-1回転ループ-3回転サルコウを取り入れている。また、全日本選手権でリカバリーで3S+3Tを成功させた。ジャンプを得意とする反面、スピンはしばしばレベルを取りこぼすことがある。
2015年世界選手権で、ショートプログラム、フリーともにすべてのスピンとステップでレベル4を獲得した。
ルッツの踏み切りでエラー判定を受けることが多かったが、2015-2016年シーズンには、3回転ルッツ-2回転トゥーループのコンビネーションを2015年フィンランディア杯で決めるなど、エッジの矯正に成功している。

## 主な戦績
マークが付いている大会はISU公認の国際大会。
| 大会/年                | 2010-11 | 2012-13 | 2013-14 | 2014-15 | 2015-16 | 2016-17 | 2017-18 | 2018-19 | 2019-20 | 2020-21 |
| ---------------------- | ------- | ------- | ------- | ------- | ------- | ------- | ------- | ------- | ------- | ------- |
| 世界選手権             |         |         |         | 6       | 8       | 16      |         |         | 休 養   |         |
| 四大陸選手権           |         |         |         | 3       | 3       | 10      |         |         | 休 養   |         |
| 全日本選手権           |         | 5       | 6       | 2       | 4       | 5       | 6       | 17      | 休 養   | 18      |
| GPファイナル           |         |         |         | 6       |         |         |         |         | 休 養   |         |
| GP中国杯               |         |         |         |         | 2       | 5       |         |         | 休 養   |         |
| GPスケートカナダ       |         |         |         | 5       |         | 6       | 6       |         | 休 養   |         |
| GPNHK杯                |         |         |         |         |         |         | 7       |         | 休 養   |         |
| GPロステレコム杯       |         |         |         | 1       | 5       |         |         |         | 休 養   |         |
| GPグランプリヘルシンキ |         |         |         |         |         |         |         | 10      | 休 養   |         |
| CSオータムクラシック   |         |         |         |         |         | 4       |         |         | 休 養   |         |
| CSオンドレイネペラ杯   |         |         |         |         |         |         | 2       |         | 休 養   |         |
| CSフィンランディア杯   |         |         |         | 3       | 1       |         |         | 16      | 休 養   |         |
| プランタン杯           |         |         |         |         |         | 1       |         |         | 休 養   |         |
| アジアフィギュア杯     |         |         |         | 1       |         |         |         |         | 休 養   |         |
| トリグラフ杯           |         |         | 1       |         |         |         |         |         | 休 養   |         |
| チャレンジカップ       |         |         |         |         |         |         | 2       |         | 休 養   |         |
| 冬季アジア大会         |         |         |         |         |         | 4       |         |         | 休 養   |         |
| 世界Jr.選手権          |         | 9       | 8       |         |         |         |         |         | 休 養   |         |
| 全日本Jr.選手権        | 19      | 3       | 1       |         |         |         |         |         | 休 養   |         |
| JGPミンスク            |         |         | 3       |         |         |         |         |         | 休 養   |         |
| JGPメキシコ杯          |         |         | 4       |         |         |         |         |         | 休 養   |         |
| JGPクールシュヴェル    |         | 2       |         |         |         |         |         |         | 休 養   |         |
| JGPクロアチア杯        |         | 5       |         |         |         |         |         |         | 休 養   |         |

### 詳細
| 2020-2021 シーズン    |                                              |          |           |           |
| 開催日                | 大会名                                       | SP       | FS        | 結果      |
| 2020年12月24日 - 27日 | 第89回全日本フィギュアスケート選手権（長野） | 17 59.05 | 19 101.80 | 18 160.85 |

| 2018-2019 シーズン    |                                                          |          |           |           |
| 開催日                | 大会名                                                   | SP       | FS        | 結果      |
| 2018年12月20日 - 24日 | 第87回全日本フィギュアスケート選手権（門真）             | 17 55.93 | 16 107.25 | 17 163.18 |
| 2018年11月2日 - 4日   | ISUグランプリシリーズ グランプリヘルシンキ（ヘルシンキ） | 11 51.11 | 7 105.48  | 10 156.59 |
| 2018年10月4日 - 7日   | ISUチャレンジャーシリーズ フィンランディア杯（エスポー） | 15 46.54 | 16 87.12  | 16 133.66 |

| 2017-2018 シーズン    |                                                                        |         |          |          |
| 開催日                | 大会名                                                                 | SP      | FS       | 結果     |
| 2018年2月22日 - 25日  | 2018年チャレンジカップ（ハーグ）                                       | 2 62.07 | 2 106.72 | 2 168.79 |
| 2018年1月28日 - 31日  | 第73回国民体育大会冬季大会（甲府）                                     | 1 73.61 | 1 130.68 | 1 204.29 |
| 2017年12月20日 - 24日 | 第86回全日本フィギュアスケート選手権（調布）                           | 3 70.48 | 8 127.14 | 6 197.62 |
| 2017年11月10日 - 12日 | ISUグランプリシリーズ NHK杯（大阪）                                    | 4 65.83 | 7 122.00 | 7 187.83 |
| 2017年10月27日 - 29日 | ISUグランプリシリーズ スケートカナダ（レジャイナ）                     | 6 61.60 | 6 114.74 | 6 176.34 |
| 2017年9月21日 - 23日  | ISUチャレンジャーシリーズ オンドレイネペラメモリアル（ブラチスラヴァ） | 2 66.49 | 2 123.49 | 2 189.98 |

| 2016-2017 シーズン      |                                                                |          |           |           |
| 開催日                  | 大会名                                                         | SP       | FS        | 結果      |
| 2017年3月27日 - 4月2日  | 2017年世界フィギュアスケート選手権（ヘルシンキ）               | 12 62.55 | 18 107.28 | 16 169.83 |
| 2017年3月10日 - 12日    | 2017年プランタン杯（コッケルシュエール）                       | 1 59.27  | 1 103.29  | 1 162.56  |
| 2017年2月23日 - 25日    | 2017年冬季アジア大会（札幌）                                   | 2 60.98  | 4 100.39  | 4 161.37  |
| 2017年2月14日 - 19日    | 2017年四大陸フィギュアスケート選手権（江陵）                   | 9 59.16  | 13 108.26 | 10 167.42 |
| 2016年12月22日 - 25日   | 第85回全日本フィギュアスケート選手権（門真）                   | 2 69.20  | 6 125.08  | 5 194.28  |
| 2016年11月18日 - 20日   | ISUグランプリシリーズ 中国杯（北京）                           | 6 63.63  | 6 118.12  | 5 181.75  |
| 2016年10月27日 - 30日   | ISUグランプリシリーズ スケートカナダ（ミシサガ）               | 4 66.57  | 8 105.44  | 6 171.19  |
| 2016年9月29日 - 10月1日 | ISUチャレンジャーシリーズ オータムクラシック（ピエールフォン） | 4 60.33  | 4 110.01  | 4 170.34  |

| 2015-2016 シーズン     |                                                          |         |          |          |
| 開催日                 | 大会名                                                   | SP      | FS       | 結果     |
| 2016年4月22日 - 24日   | 2016年コーセー・チームチャレンジカップ（スポケーン）     | 9 60.43 | 7 122.15 | 注       |
| 2016年3月26日 - 4月3日 | 2016年世界フィギュアスケート選手権（ボストン）           | 7 69.89 | 8 129.26 | 8 199.15 |
| 2016年2月16日 - 21日   | 2016年四大陸フィギュアスケート選手権（台北）             | 4 64.27 | 5 117.51 | 3 181.78 |
| 2015年12月24日 - 27日  | 第84回全日本フィギュアスケート選手権（札幌）             | 2 68.39 | 4 124.89 | 4 193.28 |
| 2015年11月20日 - 22日  | ISUグランプリシリーズ ロステレコム杯（モスクワ）         | 6 63.45 | 5 115.67 | 5 179.12 |
| 2015年11月6日 - 8日    | ISUグランプリシリーズ 中国杯（北京）                     | 2 65.79 | 1 129.97 | 2 195.76 |
| 2015年10月9日 - 11日   | ISUチャレンジャーシリーズ フィンランディア杯（エスポー） | 1 65.75 | 1 121.70 | 1 187.45 |

| 2014-2015 シーズン       |                                                          |         |          |          |
| 開催日                   | 大会名                                                   | SP      | FS       | 結果     |
| 2015年3月23日 - 29日     | 2015年世界フィギュアスケート選手権（上海）               | 5 62.17 | 5 122.41 | 6 184.58 |
| 2015年2月9日 - 15日      | 2015年四大陸フィギュアスケート選手権（ソウル）           | 3 61.28 | 3 116.16 | 3 177.44 |
| 2014年12月25日 - 28日    | 第83回全日本フィギュアスケート選手権（長野）             | 1 66.70 | 2 121.93 | 2 188.63 |
| 2014年12月11日 - 14日    | 2014/2015 ISUグランプリファイナル（バルセロナ）          | 5 61.10 | 5 115.03 | 6 176.13 |
| 2014年11月14日 - 16日    | ISUグランプリシリーズ ロステレコム杯（モスクワ）         | 2 59.85 | 1 118.15 | 1 178.00 |
| 2014年10月31日 - 11月2日 | ISUグランプリシリーズ スケートカナダ（ケロウナ）         | 5 59.10 | 5 112.37 | 5 171.47 |
| 2014年10月9日 - 12日     | ISUチャレンジャーシリーズ フィンランディア杯（エスポー） | 3 52.11 | 3 101.60 | 3 153.71 |
| 2014年8月6日 - 10日      | 2014年アジアフィギュア杯（台北）                         | 1 57.91 | 2 110.98 | 1 168.89 |

| 2013-2014 シーズン    |                                                        |          |          |          |
| 開催日                | 大会名                                                 | SP       | FS       | 結果     |
| 2014年4月2日 - 6日    | 2014年トリグラフトロフィー（イェセニツェ）             | 1 57.71  | 1 95.61  | 1 153.32 |
| 2014年3月10日 - 16日  | 2014年世界ジュニアフィギュアスケート選手権（ソフィア） | 11 51.47 | 7 106.41 | 8 157.88 |
| 2013年12月20日 - 23日 | 第82回全日本フィギュアスケート選手権（さいたま）       | 7 59.25  | 6 117.06 | 6 176.31 |
| 2013年11月22日 - 24日 | 第82回全日本フィギュアスケートジュニア選手権（名古屋） | 3 52.84  | 1 110.28 | 1 163.12 |
| 2013年9月25日 - 29日  | ISUジュニアグランプリ ミンスク（ミンスク）             | 5 50.10  | 5 94.87  | 3 144.97 |
| 2013年9月4日 - 8日    | ISUジュニアグランプリ メキシコ杯（メキシコシティ）     | 6 48.09  | 3 98.93  | 4 147.02 |

| 2012-2013 シーズン     |                                                            |         |          |          |
| 開催日                 | 大会名                                                     | SP      | FS       | 結果     |
| 2013年2月25日 - 3月3日 | 2013年世界ジュニアフィギュアスケート選手権（ミラノ）       | 7 52.15 | 10 90.47 | 9 142.62 |
| 2012年12月20日 - 24日  | 第81回全日本フィギュアスケート選手権（札幌）               | 6 56.61 | 4 115.82 | 5 172.43 |
| 2012年11月16日 - 18日  | 第81回全日本フィギュアスケートジュニア選手権（西東京）     | 3 55.47 | 3 103.87 | 3 159.34 |
| 2012年10月3日 - 7日    | ISUジュニアグランプリ クロアチア杯（ザグレブ）             | 6 45.93 | 4 95.04  | 5 140.97 |
| 2012年8月22日 - 26日   | ISUジュニアグランプリ クールシュヴェル（クールシュヴェル） | 3 53.16 | 2 96.22  | 2 149.38 |

| 2010-2011 シーズン    |                                                            |          |          |           |
| 開催日                | 大会名                                                     | SP       | FS       | 結果      |
| 2010年11月26日 - 28日 | 第79回全日本フィギュアスケートジュニア選手権（ひたちなか） | 22 39.40 | 19 74.70 | 19 114.10 |

## プログラム使用曲
| シーズン  | SP                                                                                                  | FS | EX |
| --------- | --------------------------------------------------------------------------------------------------- | --- | --- |
| 2020-2021 | ドラマ「愛の不時着」より 「The Song for My Brother」 振付：本郷裕子                                 | 映画「Ghost in the Shell／攻殻機動隊」より 「Reawakening」 振付：シェイ＝リーン・ボーン                                                            | |
| 2018-2019 | 映画『キル・ビル』より BATTLE WITHOUT HONOR OR HUMANITY 作曲：布袋寅泰 振付：シェイ＝リーン・ボーン | ナザレの子 作曲：マキシム・ロドリゲス 振付：宮本賢二                                                                                               | |
| 2017-2018 | カルミナ・ブラーナ 作曲：カール・オルフ 振付：シェイ＝リーン・ボーン                                | 映画『フリーダ』より 作曲：エリオット・ゴールデンサール 振付：シェイ＝リーン・ボーン                                                               | ブラックピンクメドレー 振付： ミーシャ・ジー                                                               |
| 2016-2017 | カルミナ・ブラーナ 作曲：カール・オルフ 振付：シェイ＝リーン・ボーン                                | 『リバーダンス』より Reel Around The Sun 作曲：ビル・ウェラン 振付：宮本賢二映画『アラビアのロレンス』より 作曲 :モーリス・ジャール 振付：鈴木明子 | The Sky and the Dawn and the Sun by ケルティック・ウーマン                                                 |
| 2015-2016 | インカンテーション（シルク・ドゥ・ソレイユ『キダム』より） 作曲：ブノワ・ジュトラ 振付：鈴木明子    | 『リバーダンス』より Reel Around The Sun 作曲：ビル・ウェラン 振付：宮本賢二                                                                       | レッツ・ゲット・ラウド ボーカル：ジェニファー・ロペス 振付：宮本賢二                                       |
| 2014-2015 | バレエ『海賊』より 作曲：アドルフ・アダン 振付：宮本賢二                                            | カルメン 作曲：ジョルジュ・ビゼー 振付：宮本賢二                                                                                                   | ドン・キホーテ 作曲：レオン・ミンクス 振付：宮本賢二スリラー ボーカル：マイケル・ジャクソン 振付：本郷理華 |
| 2013-2014 | ドン・キホーテ 作曲：レオン・ミンクス 振付：宮本賢二                                                | ミス・サイゴン 作曲：クロード＝ミシェル・シェーンベルク 振付：宮本賢二                                                                             | 夜桜お七 ボーカル：坂本冬美                                                                                |
| 2012-2013 | サムソンとデリラ 作曲：カミーユ・サン＝サーンス 振付：川梅みほ、本郷裕子                            | 白鳥の湖 作曲：ピョートル・チャイコフスキー 振付：川梅みほ、本郷裕子                                                                               | パーティ・ロック・アンセム by LMFAO                                                                        |

## 主な出演

### CM
- プロクター・アンド・ギャンブル「h&s」（2016年）[28]